# Saint-Aubin-de-Locquenay
Saint-Aubin-de-Locquenay – miejscowość i gmina we Francji, w regionie Kraj Loary, w departamencie Sarthe.
Według danych na rok 1990 gminę zamieszkiwało 651 osób, a gęstość zaludnienia wynosiła 38 osób/km² (wśród 1504 gmin Kraju Loary, Saint-Aubin-de-Locquenay plasuje się na 753. miejscu pod względem liczby ludności, natomiast pod względem powierzchni na miejscu 682.).